# اسحاق یاشر
اسحاق یاشر (به عبری: יצחק ישר) (زاده ۱۹۲۰ در مسکو – درگذشته ۱۴ فوریه ۲۰۱۱ در تل‌آویو) معمار برجستهٔ اسرائیلی بود. او بنیان‌گذار دفتر معماری یاشر آرکیتکتز در تل‌آویو و دو بار برندهٔ جایزه روکاخ بود. او همچنین در سال ۱۹۷۲ میلادی، برنده جایزه رختر برای معماری موزه هنر تل‌آویو شد. از دیگر آثار اسحاق یاشر می‌توان به ساختمان دانشکده مطالعات یهودی دانشگاه تل‌آویو، مرکز خرید دیزنگوف، ساختمان اتحادیه کارگران اسرائیل و خانهٔ پراکندگی‌ها اشاره کرد.
اسحاق یاشر با ماه سامسونوف، خواننده متسو-سوپرانو و نویسندهٔ کتاب‌های کودکان ازدواج کرد. حاصل ازدواجشان، پسری به نام آونر یاشر بود.